# Тюрары
Тюра́ры (чув. Анаткас Тӗрер) — деревня в Цивильском районе Чувашской Республики. Входит в состав Медикасинского сельского поселения.

## География
Находится в северной части Чувашии на расстоянии приблизительно 15 км на юг-юго-запад по прямой от районного центра города Цивильск на берегах реки Тюрарка.

## История
Образована в 1963 году объединением деревень Верхние Тюрары и Нижние Тюрары. В XIX веке здесь существовал околоток деревни Алаксары. В 1939 году в Верхних Тюрарах учтено 239 жителей, в Нижних 315, в 1979 в единой деревне было 314 жителей. В 2002 году был 71 двор, 2010 — 57 домохозяйств. В 1931 образован колхоз им. Спасова. В 2010 году действовало ООО «ВДС».

## Население
Постоянное население составляло 150 человек (чуваши 100 %) в 2002 году, 136 в 2010.